# Канарска струја
Канарска струја је огранак Голфске струје, тј. настаје од вода Азорске струје и Португалске струје које се спајају код Азорских острва. Њене воде су за око 2—4° С, хладније од околног океана, стога је ово хладна морска струја, која захвата дубину до 500 метара. Код Канарских острва она храни Северноекваторијалну струју, чиме се затвара струјно коло северног дела Атлантика.